# Sultanat de Demak
1475–1554
Le sultanat de Demak était un royaume d'Indonésie musulman situé au nord de l'île de Java. Il a été fondé en 1475, avec pour capitale l'actuelle ville de Demak. Le royaume dura jusqu'en 1548, date de la mort de son troisième sultan. Il a joué un rôle important dans l'implantation de l'islam en Indonésie.